# شاهزاده کیناشی نو کارو
شاهزاده کیناشی نو کارو (به ژاپنی: 木梨軽皇子, Kinashi no Karu no Miko); شاهزاده و پسر امپراتور اینگیو (سلطنت ۴۱۲ – ۴۵۳ میلادی) اهل ژاپن بود.
شاهزاده کیناشی نو کارو، پرنسس کارو نو او-ایراتسومه، شاهزاده آناهو (امپراتور آنکو) و شاهزاده اوهاتسو واکاتاکه (امپراتور یوریاکو)، فرزندان امپراتور اینگیو و ملکه اوشیساکا نو اوناکاتسوهیمه بودند.
شاهزاده کیناشی نو کارو ولیعهد بود. شاهزاده کیناشی نو کارو به عنوان ولیعهد انتخاب شد، اما متهم به رابطه زنا با محارم با خواهرش، پرنسس کارو نو اویراتسومه شد.
پس از مرگ پدرش، آناهو با کیناشی نو کارو جنگید. آناهو کیناشی نو کارو را شکست داد و امپراتور آنکو شد. به گفته «کوجیکی»، کیناشی نو کارو به ولایت ایو تبعید شد و سپس خودکشی کرد.
به گفته نیهون شوکی، کارو نو اویراتسومه در زمان سلطنت پدرش به دلیل رابطه محارمشان به استان آیو فرستاده شد و شاهزاده کیناشی نو کارو در جریان نبرد با آناهو خودکشی کرد.